# Lycée Kyoto
Le « lycée Kyoto » est un lycée agricole de Poitiers, destiné à la formation tertiaire agricole et aux métiers de la restauration. 
Sa construction a débuté en novembre 2006 dans le quartier Saint-Éloi. 
Il a ouvert ses portes pour la rentrée scolaire 2009.

## Description
Il s'agit d'un lycée de 16 500 m2 pouvant accueillir jusqu'à 500 élèves et apprentis. 
Il regroupera deux établissements poitevins existants : 
- le lycée agricole Grand Pont de Chasseneuil-du-Poitou ;
- le lycée hôtelier de Poitiers.

## Histoire du lycée
- Les offres faites en réponse à l'appel d'offre du conseil régional ont été ouvertes et étudiées par une Commission d'appel d'offres du 12 juillet 2007 et par une équipe de maîtrise d'œuvre pour une décision finale programmée fin août 2007.
- la première brique du lycée a été posée le 16 novembre 2006 par Ségolène Royal et deux élèves du lycée du bâtiment Auguste Perret de Poitiers.

Un tube en PVC scellé comprenant un papier commémorant le lancement du chantier fut enfoui dans la terre, et des arbres ont été plantés et arrosés par la présidente de la région.

## Classement du lycée
En 2015, le lycée se classe 10e sur 13 au niveau départemental quant à la qualité d'enseignement, et 1409e au niveau national. Le classement s'établit sur trois critères : le taux de réussite au bac, la proportion d'élèves de première qui obtient le baccalauréat en ayant fait les deux dernières années de leur scolarité dans l'établissement, et la valeur ajoutée (calculée à partir de l'origine sociale des élèves, de leur âge et de leurs résultats au diplôme national du brevet).

## Qualité environnementale
Le choix du nom de ce lycée fait référence au protocole de Kyoto (initialement, il devait s'appeler « Campus des Saveurs »). 
L'architecte a particulièrement soigné les aspects consommation énergétique et économies d'énergie. 
Ce lycée se veut le premier établissement scolaire d'Europe à fonctionner presque uniquement avec des énergies renouvelables et propres;
- récupération passive de la chaleur solaire, notamment par la cour centrale conçue comme un atrium bioclimatique à la couverture entièrement vitrée, avec utilisation passive du béton de la structure comme source d'inertie thermique pour les classes en période chaude[3];
- échangeurs de calorie (ventilation double flux, ventilation nocturne[3] ;
- production électrique par 876 m2 de panneaux solaires photovoltaïques) ; Les 123 mégawatts-heures par an prévus sont revendus au réseau EDF[3];
- Deux unités de cogénération utilisant des huiles végétales(qui sont des déchets du lycée) chauffent le bâtiment et produisent également 240 mégawatts heures par an d'énergie électrique[3];
- 20 % de l'apport calorique est constitué par la récupération des calories du réseau de chaleur local alimenté par l'incinérateur voisin. Ces calories sont récupérées en été et stockées de manière "intersaisonnière" dans une énorme cuve en acier, entourée d'un isolant épais [3]. L'incinérateur situé en amont est la seule source utilisant des énergies fossiles, à l'origine de production de gaz à effet de serre, mais sans cet usage les calories qu'il produit en été auraient été perdues et gaspillées.

Ces solutions, combinées, évitent selon les calculs de l'architecte le rejet de 400 t/an de gaz à effet de serre .

## Évaluation
Évalué au moyen d'un « audit Découverte » de Certivea, le lycée Kyoto de Poitiers n'est cependant pas certifié Haute qualité environnementale.